# Llista d'asteroides/152501-152600
| Nom                  | Designació provisional | Data de descobriment   | Lloc de descobriment   | Descobridor/s                                          |
| -------------------- | ---------------------- | ---------------------- | ---------------------- | ------------------------------------------------------ |
| 152501 -             | 2005 WD168             | 30 de novembre de 2005 | Kitt Peak              | Spacewatch                                             |
| 152502 -             | 2005 WO181             | 25 de novembre de 2005 | Catalina               | CSS                                                    |
| 152503 -             | 2005 WW182             | 26 de novembre de 2005 | Catalina               | CSS                                                    |
| 152504 -             | 2005 WS184             | 29 de novembre de 2005 | Palomar                | NEAT                                                   |
| 152505 -             | 2005 WD185             | 29 de novembre de 2005 | Palomar                | NEAT                                                   |
| 152506 -             | 2005 XN1               | 4 de desembre de 2005  | Junk Bond              | D. Healy                                               |
| 152507 -             | 2005 XZ3               | 1 de desembre de 2005  | Mount Lemmon           | Mount Lemmon Survey                                    |
| 152508 -             | 2005 XZ4               | 5 de desembre de 2005  | RAS                    | A. Lowe                                                |
| 152509 -             | 2005 XE39              | 5 de desembre de 2005  | Mount Lemmon           | Mount Lemmon Survey                                    |
| 152510 -             | 2005 XA64              | 6 de desembre de 2005  | Socorro                | LINEAR                                                 |
| 152511 -             | 2005 YC1               | 21 de desembre de 2005 | Kitt Peak              | Spacewatch                                             |
| 152512 -             | 2005 YF1               | 21 de desembre de 2005 | Catalina               | CSS                                                    |
| 152513 -             | 2005 YQ49              | 23 de desembre de 2005 | Kitt Peak              | Spacewatch                                             |
| 152514 -             | 2005 YJ137             | 26 de desembre de 2005 | Kitt Peak              | Spacewatch                                             |
| 152515 -             | 2005 YO186             | 29 de desembre de 2005 | Socorro                | LINEAR                                                 |
| 152516 -             | 2006 AG70              | 6 de gener de 2006     | Kitt Peak              | Spacewatch                                             |
| 152517 -             | 2006 AD72              | 6 de gener de 2006     | Kitt Peak              | Spacewatch                                             |
| 152518 -             | 2006 BH47              | 25 de gener de 2006    | Mount Lemmon           | Mount Lemmon Survey                                    |
| 152519 -             | 2006 CT61              | 3 de febrer de 2006    | Anderson Mesa          | LONEOS                                                 |
| 152520 -             | 2006 GQ47              | 9 d'abril de 2006      | Kitt Peak              | Spacewatch                                             |
| 152521 -             | 2006 KU1               | 21 de maig de 2006     | RAS                    | A. Lowe                                                |
| 152522 -             | 2006 SQ48              | 17 de setembre de 2006 | Socorro                | LINEAR                                                 |
| 152523 -             | 2006 UH55              | 17 d'octubre de 2006   | Kitt Peak              | Spacewatch                                             |
| 152524 -             | 2006 UZ67              | 16 d'octubre de 2006   | Catalina               | CSS                                                    |
| 152525 -             | 2006 VU54              | 11 de novembre de 2006 | Kitt Peak              | Spacewatch                                             |
| 152526 -             | 2006 VG58              | 11 de novembre de 2006 | Kitt Peak              | Spacewatch                                             |
| 152527 -             | 2006 VC62              | 11 de novembre de 2006 | Kitt Peak              | Spacewatch                                             |
| 152528 -             | 2006 VU124             | 14 de novembre de 2006 | Socorro                | LINEAR                                                 |
| 152529 -             | 2006 XS6               | 9 de desembre de 2006  | Kitt Peak              | Spacewatch                                             |
| 152530 -             | 2006 YY14              | 16 de desembre de 2006 | Mount Lemmon           | Mount Lemmon Survey                                    |
| 152531 -             | 2006 YY47              | 24 de desembre de 2006 | Catalina               | CSS                                                    |
| 152532 -             | 2007 AP20              | 10 de gener de 2007    | Catalina               | CSS                                                    |
| 152533 -             | 2007 AL26              | 8 de gener de 2007     | Mount Lemmon           | Mount Lemmon Survey                                    |
| 152534 -             | 2007 BZ7               | 24 de gener de 2007    | RAS                    | A. Lowe                                                |
| 152535 -             | 2007 BR8               | 16 de gener de 2007    | Catalina               | CSS                                                    |
| 152536 -             | 4265 P-L               | 24 de setembre de 1960 | Palomar                | C. J. van Houten, I. van Houten-Groeneveld, T. Gehrels |
| 152537 -             | 2056 T-1               | 25 de març de 1971     | Palomar                | C. J. van Houten, I. van Houten-Groeneveld, T. Gehrels |
| 152538 -             | 3035 T-1               | 26 de març de 1971     | Palomar                | C. J. van Houten, I. van Houten-Groeneveld, T. Gehrels |
| 152539 -             | 3194 T-1               | 26 de març de 1971     | Palomar                | C. J. van Houten, I. van Houten-Groeneveld, T. Gehrels |
| 152540 -             | 4358 T-1               | 26 de març de 1971     | Palomar                | C. J. van Houten, I. van Houten-Groeneveld, T. Gehrels |
| 152541 -             | 1140 T-2               | 29 de setembre de 1973 | Palomar                | C. J. van Houten, I. van Houten-Groeneveld, T. Gehrels |
| 152542 -             | 3135 T-2               | 30 de setembre de 1973 | Palomar                | C. J. van Houten, I. van Houten-Groeneveld, T. Gehrels |
| 152543 -             | 3420 T-2               | 30 de setembre de 1973 | Palomar                | C. J. van Houten, I. van Houten-Groeneveld, T. Gehrels |
| 152544 -             | 4427 T-2               | 30 de setembre de 1973 | Palomar                | C. J. van Houten, I. van Houten-Groeneveld, T. Gehrels |
| 152545 -             | 4473 T-2               | 30 de setembre de 1973 | Palomar                | C. J. van Houten, I. van Houten-Groeneveld, T. Gehrels |
| 152546 -             | 4729 T-2               | 30 de setembre de 1973 | Palomar                | C. J. van Houten, I. van Houten-Groeneveld, T. Gehrels |
| 152547 -             | 5052 T-2               | 25 de setembre de 1973 | Palomar                | C. J. van Houten, I. van Houten-Groeneveld, T. Gehrels |
| 152548 -             | 5085 T-2               | 25 de setembre de 1973 | Palomar                | C. J. van Houten, I. van Houten-Groeneveld, T. Gehrels |
| 152549 -             | 1119 T-3               | 17 d'octubre de 1977   | Palomar                | C. J. van Houten, I. van Houten-Groeneveld, T. Gehrels |
| 152550 -             | 2677 T-3               | 11 d'octubre de 1977   | Palomar                | C. J. van Houten, I. van Houten-Groeneveld, T. Gehrels |
| 152551 -             | 3190 T-3               | 16 d'octubre de 1977   | Palomar                | C. J. van Houten, I. van Houten-Groeneveld, T. Gehrels |
| 152552 -             | 3810 T-3               | 16 d'octubre de 1977   | Palomar                | C. J. van Houten, I. van Houten-Groeneveld, T. Gehrels |
| 152553 -             | 4264 T-3               | 16 d'octubre de 1977   | Palomar                | C. J. van Houten, I. van Houten-Groeneveld, T. Gehrels |
| 152554 -             | 4320 T-3               | 16 d'octubre de 1977   | Palomar                | C. J. van Houten, I. van Houten-Groeneveld, T. Gehrels |
| 152555 -             | 1975 SD1               | 30 de setembre de 1975 | Palomar                | S. J. Bus                                              |
| 152556 -             | 1980 FK4               | 16 de març de 1980     | La Silla               | C.-I. Lagerkvist                                       |
| 152557 -             | 1981 ED29              | 1 de març de 1981      | Siding Spring          | S. J. Bus                                              |
| 152558 -             | 1990 SA                | 16 de setembre de 1990 | Siding Spring          | R. H. McNaught                                         |
| 152559 Bodelschwingh | 1990 TM13              | 12 d'octubre de 1990   | Tautenburg Observatory | F. Börngen, L. D. Schmadel                             |
| 152560 -             | 1991 BN                | 19 de gener de 1991    | Kitt Peak              | Spacewatch                                             |
| 152561 -             | 1991 RB                | 4 de setembre de 1991  | Siding Spring          | R. H. McNaught                                         |
| 152562 -             | 1991 RO42              | 13 de setembre de 1991 | Palomar                | A. Lowe                                                |
| 152563 -             | 1992 BF                | 30 de gener de 1992    | Palomar                | K. J. Lawrence, E. F. Helin                            |
| 152564 -             | 1992 HF                | 24 d'abril de 1992     | Kitt Peak              | Spacewatch                                             |
| 152565 -             | 1992 SH11              | 28 de setembre de 1992 | Kitt Peak              | Spacewatch                                             |
| 152566 -             | 1993 FH17              | 17 de març de 1993     | La Silla               | UESAC                                                  |
| 152567 -             | 1993 FF32              | 19 de març de 1993     | La Silla               | UESAC                                                  |
| 152568 -             | 1993 FN33              | 19 de març de 1993     | La Silla               | UESAC                                                  |
| 152569 -             | 1993 FH50              | 19 de març de 1993     | La Silla               | UESAC                                                  |
| 152570 -             | 1993 FL69              | 21 de març de 1993     | La Silla               | UESAC                                                  |
| 152571 -             | 1993 QG9               | 20 d'agost de 1993     | La Silla               | E. W. Elst                                             |
| 152572 -             | 1993 TE23              | 9 d'octubre de 1993    | La Silla               | E. W. Elst                                             |
| 152573 -             | 1993 TG32              | 9 d'octubre de 1993    | La Silla               | E. W. Elst                                             |
| 152574 -             | 1994 CR9               | 7 de febrer de 1994    | La Silla               | E. W. Elst                                             |
| 152575 -             | 1994 GY                | 14 d'abril de 1994     | Dynic                  | A. Sugie                                               |
| 152576 -             | 1994 NR2               | 11 de juliol de 1994   | La Silla               | H. Debehogne, E. W. Elst                               |
| 152577 -             | 1994 PA10              | 10 d'agost de 1994     | La Silla               | E. W. Elst                                             |
| 152578 -             | 1994 PU11              | 10 d'agost de 1994     | La Silla               | E. W. Elst                                             |
| 152579 -             | 1994 PJ37              | 10 d'agost de 1994     | La Silla               | E. W. Elst                                             |
| 152580 -             | 1994 SL1               | 27 de setembre de 1994 | Kitt Peak              | Spacewatch                                             |
| 152581 -             | 1994 SE5               | 28 de setembre de 1994 | Kitt Peak              | Spacewatch                                             |
| 152582 -             | 1994 SL6               | 28 de setembre de 1994 | Kitt Peak              | Spacewatch                                             |
| 152583 -             | 1994 TF                | 4 d'octubre de 1994    | San Marcello           | L. Tesi, G. Cattani                                    |
| 152584 -             | 1994 UU5               | 28 d'octubre de 1994   | Kitt Peak              | Spacewatch                                             |
| 152585 -             | 1994 WM7               | 28 de novembre de 1994 | Kitt Peak              | Spacewatch                                             |
| 152586 -             | 1994 WZ7               | 28 de novembre de 1994 | Kitt Peak              | Spacewatch                                             |
| 152587 -             | 1994 XH4               | 4 de desembre de 1994  | Kitt Peak              | Spacewatch                                             |
| 152588 -             | 1995 EY4               | 2 de març de 1995      | Kitt Peak              | Spacewatch                                             |
| 152589 -             | 1995 ME3               | 25 de juny de 1995     | Kitt Peak              | Spacewatch                                             |
| 152590 -             | 1995 OC1               | 30 de juliol de 1995   | Ondřejov               | P. Pravec                                              |
| 152591 -             | 1995 QZ6               | 22 d'agost de 1995     | Kitt Peak              | Spacewatch                                             |
| 152592 -             | 1995 SK1               | 22 de setembre de 1995 | Ondřejov               | L. Šarounová                                           |
| 152593 -             | 1995 SM40              | 25 de setembre de 1995 | Kitt Peak              | Spacewatch                                             |
| 152594 -             | 1995 SV45              | 26 de setembre de 1995 | Kitt Peak              | Spacewatch                                             |
| 152595 -             | 1995 SA51              | 26 de setembre de 1995 | Kitt Peak              | Spacewatch                                             |
| 152596 -             | 1995 SO70              | 18 de setembre de 1995 | Kitt Peak              | Spacewatch                                             |
| 152597 -             | 1995 TP6               | 15 d'octubre de 1995   | Kitt Peak              | Spacewatch                                             |
| 152598 -             | 1995 TE7               | 15 d'octubre de 1995   | Kitt Peak              | Spacewatch                                             |
| 152599 -             | 1995 UX10              | 17 d'octubre de 1995   | Kitt Peak              | Spacewatch                                             |
| 152600 -             | 1995 US13              | 17 d'octubre de 1995   | Kitt Peak              | Spacewatch                                             |